# إريس ريزيند
إريس ريزيند (بالبرتغالية: Iris Rezende‏) هو سياسي برازيلي، ولد في 22 ديسمبر 1933 في البرازيل. حزبياً، نشط في حزب الحركة الديمقراطية ‏. انتخب عمدة غويانيا (2017 – ) وانتخب عضو مجلس الشيوخ من البرازيل (1995 – 2003).